# Atanasio Bimbacci
Atanasio Bimbacci (Florence, v. 1649  – Rome ap.1734) est un peintre italien de la période baroque.  

## Biographie
Atanasio Bimbacci est le fils d'un notaire « ser Marchionne del quondam Iacopo Bimbacci » et Margherita di Domenico Gori. 
Il est introduit dans le monde de la peinture par son mécène le cardinal Léopold de Médicis, qui obtient du gand-duc Ferdinand II, une bourse afin d'étudier la peinture auprès de Livio Mehus.
Par la suite, Cosme III envoie à ses frais Atanasio Bimbacci à Rome afin qu'il se perfectionne en dessin et en peinture de paysages à l'Accademia Fiorentina, fondée en 1673 et dirigée par le peintre Ciro Ferri et le sculpteur Ercole Ferrata. 
Rentré à Florence pour des raisons de santé, Atanasio Bimbacci travaille pour le cardinal Francesco Maria de Médicis, qui lui confie l'exécution de scénographies ainsi que la décoration du théâtre de l'« Accademia dei Sorgenti ».
De nombreuses œuvres à sujets mythologiques et allégoriques se trouvent dans les églises et palais florentins. Il réalisa aussi des peintures à thème religieux pour la grande duchesse Vittoria della Rovere, dans les villas médicéennes de Pratolino, Lappeggi et Poggio Imperiale qui sont en grande partie perdues ; il ne reste que quelques toiles dans les églises florentines comme 
San Luigi Gonzaga (1700), située dans l'église Santa Maria Maddalena de' Pazzi. 
Néanmoins, son œuvre la plus significative est la décoration de la chapelle dédiée à San Francesco di Paola, dont l'artiste décora à fresque la coupole (1705), ainsi que deux toiles la Natività di Cristo et l'Assunzione della Vergine.
Son protecteur Francesco Maria de Médicis mort le 3 février 1711, Atanasio Bimbacci manque rapidement de travail à Florence et se rend à Rome auprès du poète Domenico Gionantoni, reprenant une activité sans grand relief. La date de sa mort est inconnue, sa trace se perdant à Rome dans les années 1730.

## Œuvres
Florence
- Storie di Apollo et figurazioni delle Stagionie dei Mesi, palais du marquis Del Monte ;
- Allegorie delle Virtù et Allegorie della Gloria, casa Peruzzi ;
- Ratto di Ganimede con Giunone e le Ninfe, casa Morelli ;
- Allegoria della Fatica che congiunge in matrimonio l'Anima col Sonno, palazzo Ricasoli ;
- San Luigi Gonzaga (1700), église Santa Maria Maddalena de' Pazzi ;
- Peinture à fresque de la coupole (1705), chapelle San Francesco di Paola, église San Giuseppe ;
- la Natività di Cristo et l'Assunzione della Vergine, chapelle San Francesco di Paola ;
- Peinture à fresque du cloître, église Santo Spirito.